# Республика Юкатан

Флаг Республики Юкатан

Республика Юкатан (исп. República De Yucatán; юкат. República Yúukatan) — непризнанное государство, отделившееся от Мексики из-за отмены в стране федеративного устройства и существовавшее с 1841 по 1848 год.

## История
18 февраля 1840 года общественность Мериды провозгласила независимость Юкатана от Мексики. В октябре 1841 года местная палата депутатов приняла Закон о независимости полуострова Юкатан. Новая конституция Второй Федеральной Республики 1841 года была основана на Конституции штата Юкатана 1825, а также содержала пакет реформ, который разработал либеральный адвокат Мануэль Крессенсио Гарсиа Рехон (исп. Manuel Crescencio García Rejón).
В 1841 году штат Табаско объявил о своём отделении от Мексики, и Мигель Барбачано (исп. Miguel Barbachano), тогда губернатор Юкатана, послал комиссию во главе с Хусто Сьеррой О’Рейли (исп. Justo Sierra O’Reilly), для того, чтобы встретиться с властями Табаско и предложить им создание независимой от Мексики федеративной республики, образованной двумя государствами. Однако идея не удалась, поскольку Табаско вернулся в состав Мексики в 1842 году. Осенью 1841 года президент Мексики Антонио Лопес де Санта-Анна (исп. Antonio López de Santa Anna) направил в Юкатан уроженца Мериды Андреса Кинтана-Роо (исп. Andrés Quintana Roo) для установления диалога с сепаратистами. Переговоры оказались успешными, и в конце ноября были подписаны соглашения, по которым Юкатан сохранял своё таможенно-тарифное законодательство и свободный ввоз товаров в порты Республики.
В Мехико договорённости между Андресом Кинтана-Роо и Юкатаном были проигнорированы. Центральное правительство требовало, чтобы Юкатан присоединился к Мексике и полностью принял план Такубайя, по которому юкатанская территория должна была войти с учётом всех законов, принятых конгрессом, созванным Санта-Анной. Оно также требовало, чтобы Юкатан разорвал все отношения с Республикой Техас, потому что Мексика была в состоянии войны с техасцами.
Потеряв терпение и потерпев неудачу в уговорах властей Юкатана, президент Санта-Анна послал войска на полуостров. В августе 1842 года, после захвата стратегически важного острова Кармен (исп. Carmen) (ныне Сьюдад-дель-Кармен), правительственные войска установили блокаду побережья Юкатана. В течение нескольких дней президентские войска взяли несколько городов сепаратной республики. Однако, узнав, что войска сепаратистов более чем в два раза по численности превосходят наступавшие президентские войска, мексиканский генерал Матиас де ла Пенья-и-Барраган (исп. Matías de la Peña y Barragán) сдался и согласился отвести свои войска морем в Тампико (штат Тамаулипас).
Несмотря на это, Санта-Анна отказался признать независимость Юкатана и запретил заход судов под флагом Юкатана в порты Мексики и наоборот. Это прекратило всякую торговлю Юкатана с Мексикой, что привело к глубоким экономическим проблемам в республике. Барбачано, зная, что Санта-Анна потерпел поражение в войне на Юкатане, решил вести переговоры с центральным правительством. Юкатан предложил несколько условий центральному правительству. Санта-Анна всё же согласился на несколько условий, которые дали полную автономию Юкатану 5 декабря 1843. Юкатан возобновил торговлю с Мексикой и Республика сохранила свой суверенитет.
Такая ситуация продолжалась недолго. Мексиканское правительство 21 февраля 1844 года постановило, что уникальные права и автономия, предоставленные Юкатану, являются неконституционными. В конце 1845 года мексиканский Конгресс отменил конвенции декабря 1843 года, и Ассамблеи Юкатана, провозгласившего свою независимость 1 января 1846. Вдобавок к трениям между Юкатаном и центром, сепаратная республика сталкивалась со внутренними разногласиями между сторонниками двух личностей. В Мериде концентрировались сторонники Мигеля Барбачано, а в Кампече — Сантьяго Мендеса (исп. Santiago Méndez). Это соперничество привело к тому, что в этих городах были сформированы два различных правительства Юкатана. К этому можно добавить третью крупную группу — индейцев майя.
22 августа 1846 года временный президент Мексики Хосе Мариано Салас (исп. José Mariano Salas) восстановил федеральную конституцию 1824 и федеральную систему правления. Барбачано встретил это известие с энтузиазмом и согласился вернуть Юкатан в лоно Мексики, а вот Мендес ответил, что начнёт войну и будет отстаивать независимость Юкатана, и заявлял, что вхождение Юкатана в состав Мексики вовлечёт его в разгоревшуюся войну с США.

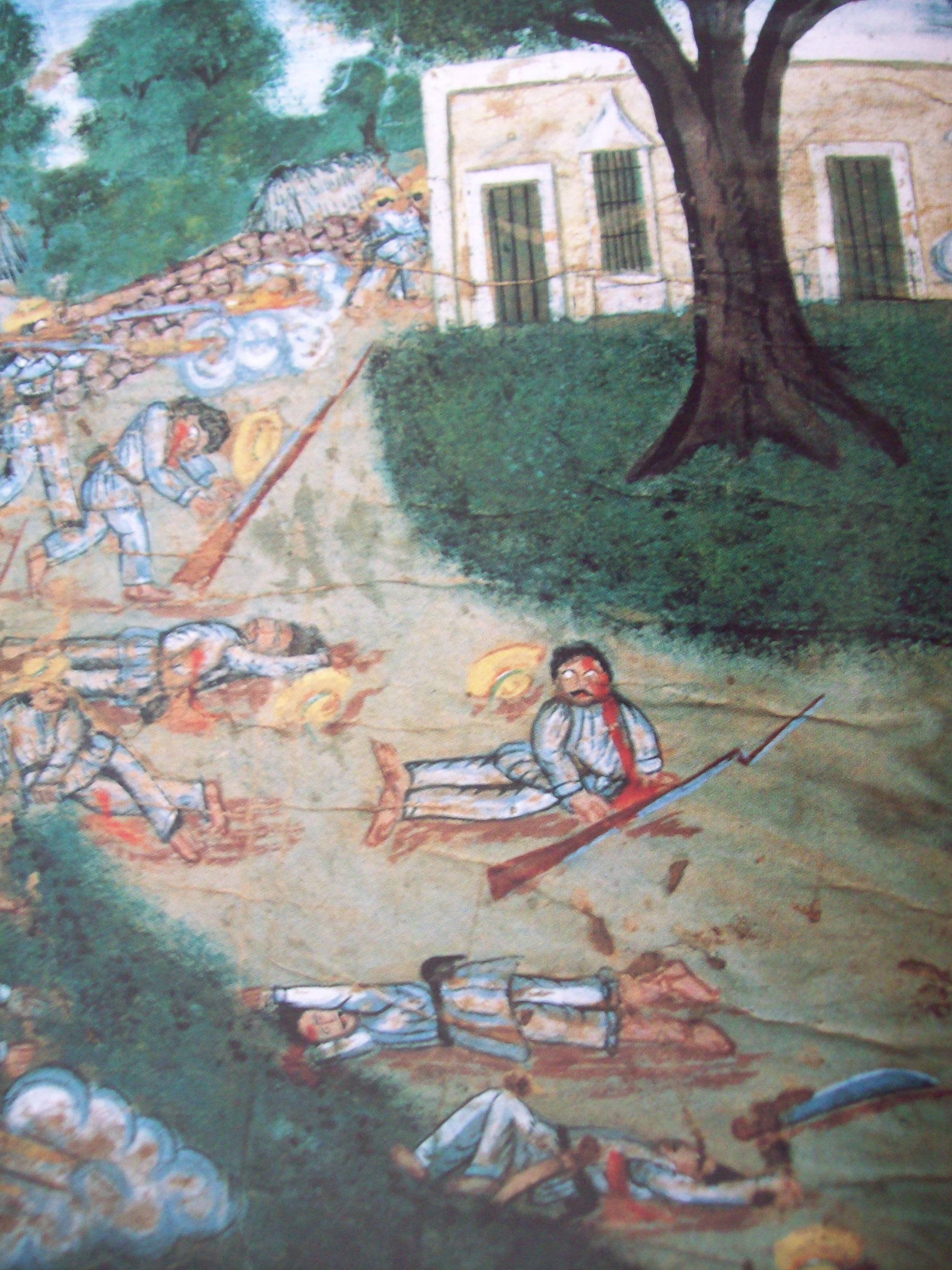
Война Каст, картина сер. 19 в.

В октябре 1846 года флот США взял Сьюдад-Кармен и блокировал территорию. 21 января 1847 Сантьяго Мендес перенёс столицу Юкатана в Кампече, который был несколько месяцев отрезан американским флотом от торговли с Техасом, Меридой и Мехико. В то же время майя, которые платили высокие налоги при самых плохих условиях труда, сформировали вооружённые отряды, и восстали против белых и метисов 30 июля 1847 года в Тепиче (исп. Tepich), сея ужас и вызывая сильные разрушения и нарушения коммуникаций. Это восстание, длившееся до 1902, и известное в истории как Война Каст, возглавили касик (вождь) Чичимилы Мануэль Антонио Ай (исп. Manuel Antonio Ay, cacique de Chichimilá), касик Тепича Сесилио Чи (исп. Cecilio Chi, cacique de Tepich) и касик Тихосуко Хасинто Пат (исп. Jacinto Pat, cacique de Tihosuco). Вначале Мануэль Антонио Ай был арестован за прозелитизм, и казнён 26 июля 1847 года. В связи с этим Сесилио Чи взял Тепич и убил всех белых. Правительство ответило террором, а войска повстанцев пополнялись за счёт новых индейцев, которые убивали неиндейцев и жгли деревни. 21 февраля 1848 года, когда правительственные войска взяли города Пето (исп. Peto), Вальядолид, Исамаль (исп. Izamal) и другие 200 деревень, индейцы во главе с Венансио Пеком (исп. Venancio Pec) напали на Бакалар (исп. Bacalar), истребив почти всех его жителей.

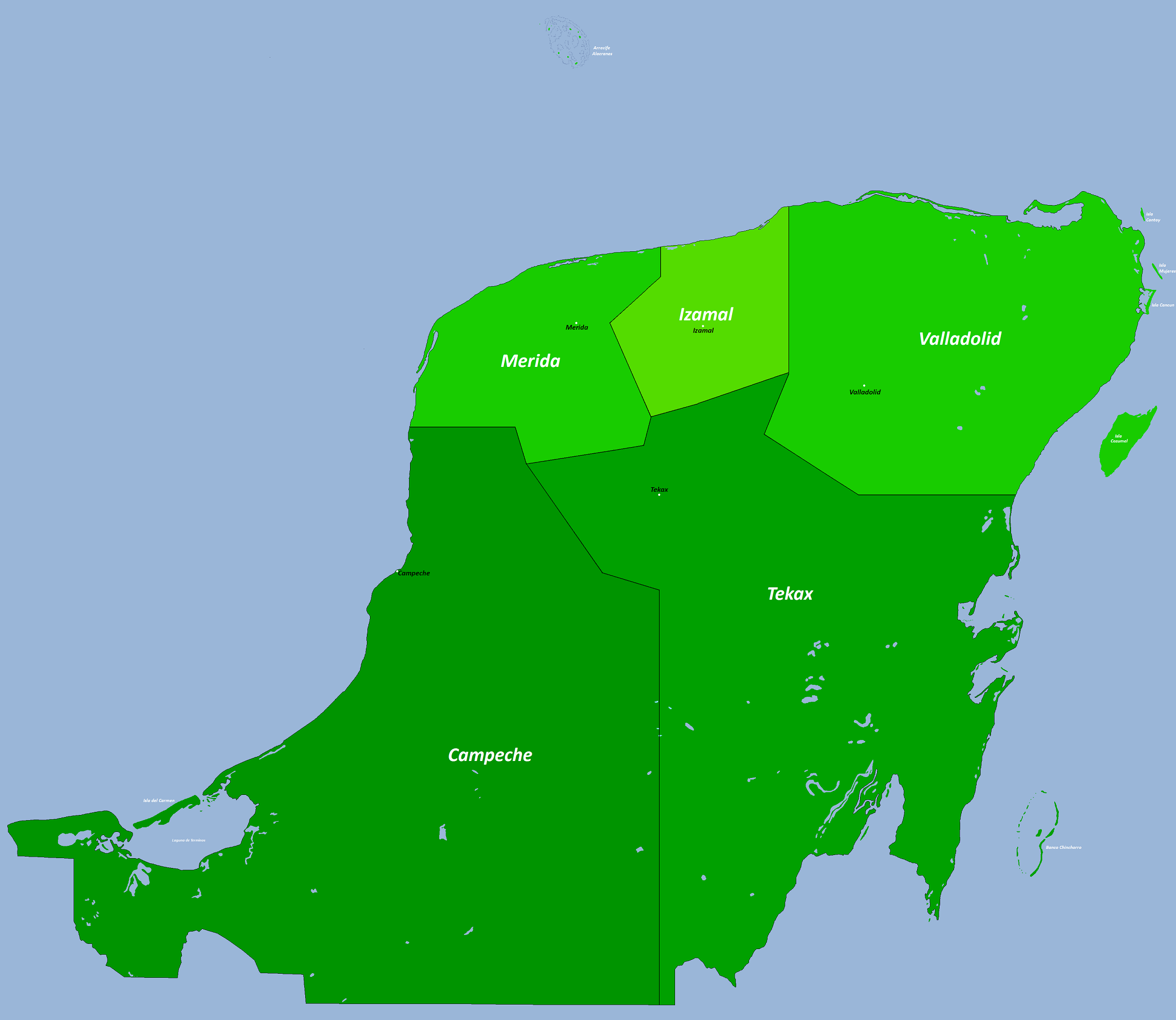
Республика Юкатан была разделена на 5 округов.

 Правительство Мендеса стояло перед серьёзной проблемой внутренней безопасности и защиты торговли. Мендес направил делегацию во главе с судьёй Хосе Ровирой (исп. Jose Rovira) в столицу США Вашингтон, чтобы убедить американское правительство в нейтралитете Юкатана в американо-мексиканской войне и снять блокаду. Ровира, видимо, предполагал аннексию Юкатана Соединёнными Штатами. Президент последних ухватился за эту идею и провёл в Палате представителей Конгресса США Билль о Юкатане, который, однако, не был принят Сенатом, так как война США и Мексики затянулась и была обременительна для бюджета, и новая война с индейцами Юкатана Америке была не нужна. В отчаянии президент Сантьяго Мендес предлагал юкатанский суверенитет то испанскому губернатору Кубы, то английскому губернатору Ямайки, но никто не откликнулся на его предложения.
Восстание индейцев было настолько велико, что поставило под угрозу существование некоренного населения на полуострове. Наконец, пойдя на некоторые уступки индейцам, правительству Юкатана удалось уговорить Пата сложить оружие. Чи оказался более радикальным и продолжал бороться за полное уничтожение белых, и отверг соглашение с правительством. В апреле 1848 президентом Юкатана снова стал сторонник единства со всей остальной Мексикой на федеративных условиях Мануэль Барбачано. Президент Мексики Хосе Хоакин Эррера (исп. José Joaquín Herrera) дал 150 000 песо и оружие с припасами Юкатану. Восстание майя было подавлено в августе 1848 года, 17 августа Барбачано приказал восстановить союз с Мексикой.